# Mexicos kvindefodboldlandshold
Mexicos kvindefodboldlandshold repræsenterer Mexico i internationale fodboldturneringer for kvinder og styres af La Federación Mexicana de Fútbol (Mexicos fodboldforbund).

## Aktuel trup
Følgende 19 spillere blev indkaldt til venskabskampen mod Sverige den 8. juni 2017.